# Livin' Inside Your Love
Livin' Inside Your Love je dvojni studijski album ameriškega džezovskega kitarista Georgea Bensona, ki je izšel leta 1979 pri založbi Warner Bros. Records. Album je prejel zlat certifikat s strani Združenja ameriške glasbene industrije.

## Kritični sprejem
Kritik Richard S. Ginell, je za spletni portal AllMusic zapisal, da je album po razpoloženju bolj razburljiv in romantičen kot drugi albumi. Dejal je še, da ravnotežje med vokali in instrumentali ostaja blizu, da pa ima Benson še vedno dovolj prostora za kitarske vložke. Na koncu je še dodal, da vsebuje album dovolj jazza, da bo zadovoljil ljubitelje kitare.

## Seznam skladb
| A stran | A stran                   | A stran                   | A stran |
| Št.     | Naslov                    | Pisec                     | Dolžina |
| ------- | ------------------------- | ------------------------- | ------- |
| 1.      | „Livin' Inside Your Love‟ | Earl Klugh                | 6:37    |
| 2.      | „Hey Girl‟                | Gerry Goffin, Carole King | 4:31    |
| 3.      | „Nassau Day‟              | Ronnie Foster             | 6:14    |

| B stran | B stran                  | B stran                       | B stran |
| Št.     | Naslov                   | Pisec                         | Dolžina |
| ------- | ------------------------ | ----------------------------- | ------- |
| 1.      | „Soulful Strut‟          | Eugene Record, Sonny Saunders | 5:37    |
| 2.      | „Prelude to Fall‟        | Foster                        | 6:30    |
| 3.      | „A Change Is Gonna Come‟ | Sam Cooke                     | 3:47    |

| C stran | C stran                        | C stran                  | C stran |
| Št.     | Naslov                         | Pisec                    | Dolžina |
| ------- | ------------------------------ | ------------------------ | ------- |
| 1.      | „Love Ballad‟                  | Skip Scarborough         | 5:15    |
| 2.      | „You're Never Too Far From Me‟ | George Benson            | 6:43    |
| 3.      | „Love is a Hurtin' Thing‟      | Ben Raleigh, Dave Linden | 4:25    |

| D stran         | D stran                 | D stran              | D stran |
| Št.             | Naslov                  | Pisec                | Dolžina |
| --------------- | ----------------------- | -------------------- | ------- |
| 1.              | „Welcome Into My World‟ | Benson               | 4:08    |
| 2.              | „Before You Go‟         | Benson               | 6:27    |
| 3.              | „Unchained Melody‟      | Alex North, Hy Zaret | 6:36    |
| Skupna dolžina: | Skupna dolžina:         | Skupna dolžina:      | 66:50   |

## Osebje

### Glasbeniki
- George Benson – kitara (Ibanez GB-10 in Ibanez GB-20), vokal
- Phil Upchurch – ritem kitara
- Earl Klugh – akustična kitara, solo na klasični kitari (A1)
- Will Lee – bas (A1-B1, C2, C3, D3)
- Robert Popwell – bas (B2, B3, D1
- Stanley Banks – bas (C1, D2)
- Steve Gadd – bobni
- Ralph MacDonald – tolkala
- Jorge Dalto – klavir, clavinet, Wurlitzer, Fender Rhodes, klavirski solo (C3)
- Ronnie Foster – Fender Rhodes, Yamaha CS30, Minimoog, Polymoog, klavirski solo (A3, B2), Fender Rhodes solo (D1, D2), Minimoog solo (D2)
- Greg Phillinganes – Fender Rhodes (A2)
- Mike Mainieri – orkestracija & dirigent (A1, B2, C1), vibrafon (B2),
- Claus Ogerman – orkestracija & dirigent (A2-B1, B3, C2-D3)

### Produkcija
- Producent: Tommy LiPuma
- Snemanje in miks: Al Schmitt
- Asistenta: Don Henderson, Mike O'Reilly
- Mastering: Mike Reese
- Koordinatorja produkcije: Jill Harris, Christine Martin
- Umetniški direktor: John Cabalka
- Oblikovanje: Brad Kanawyer
- Fotografija: Tom Bert